# Oxydia
Oxydia är ett släkte av fjärilar. Oxydia ingår i familjen mätare.

## Bildgalleri

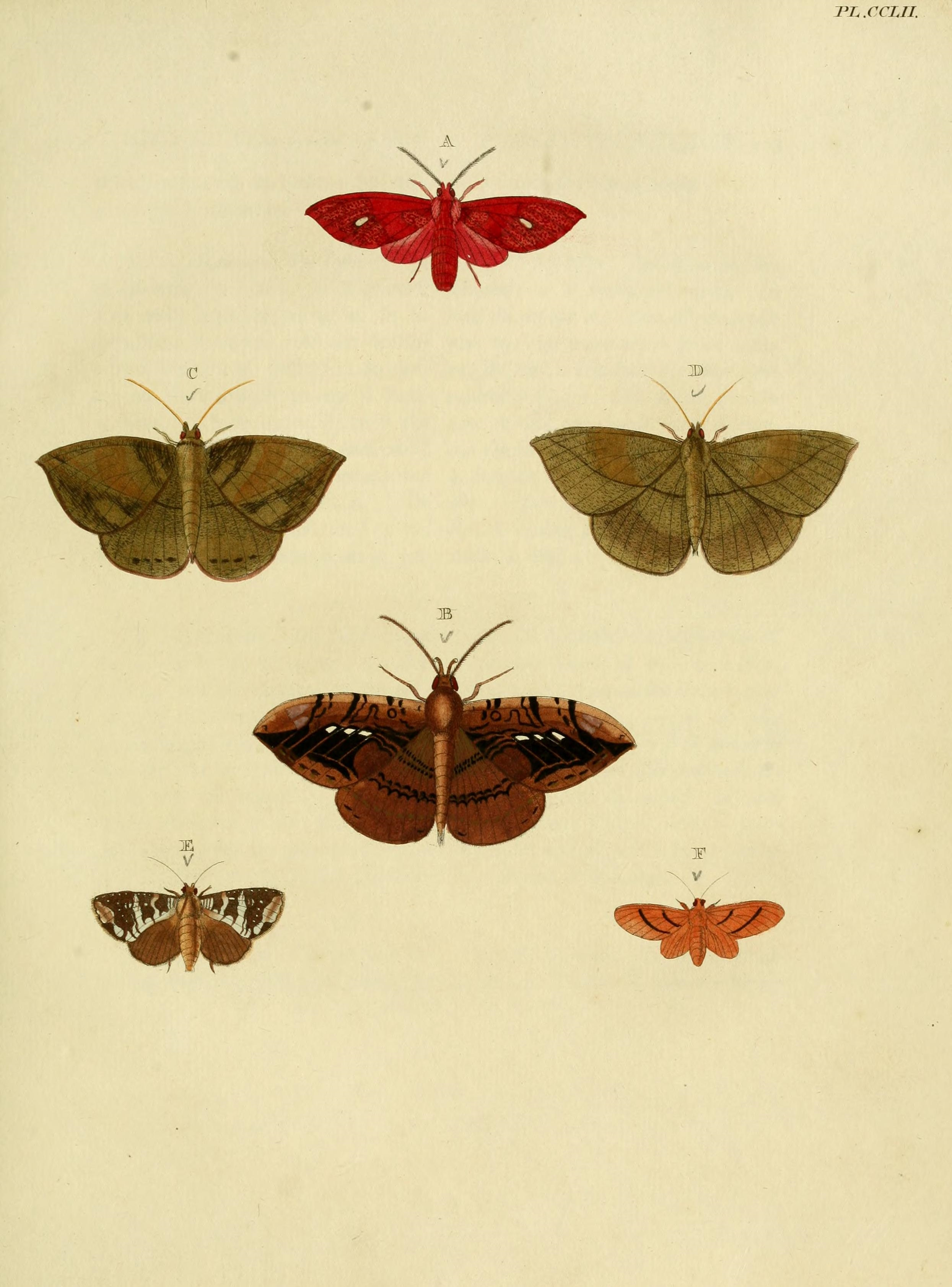
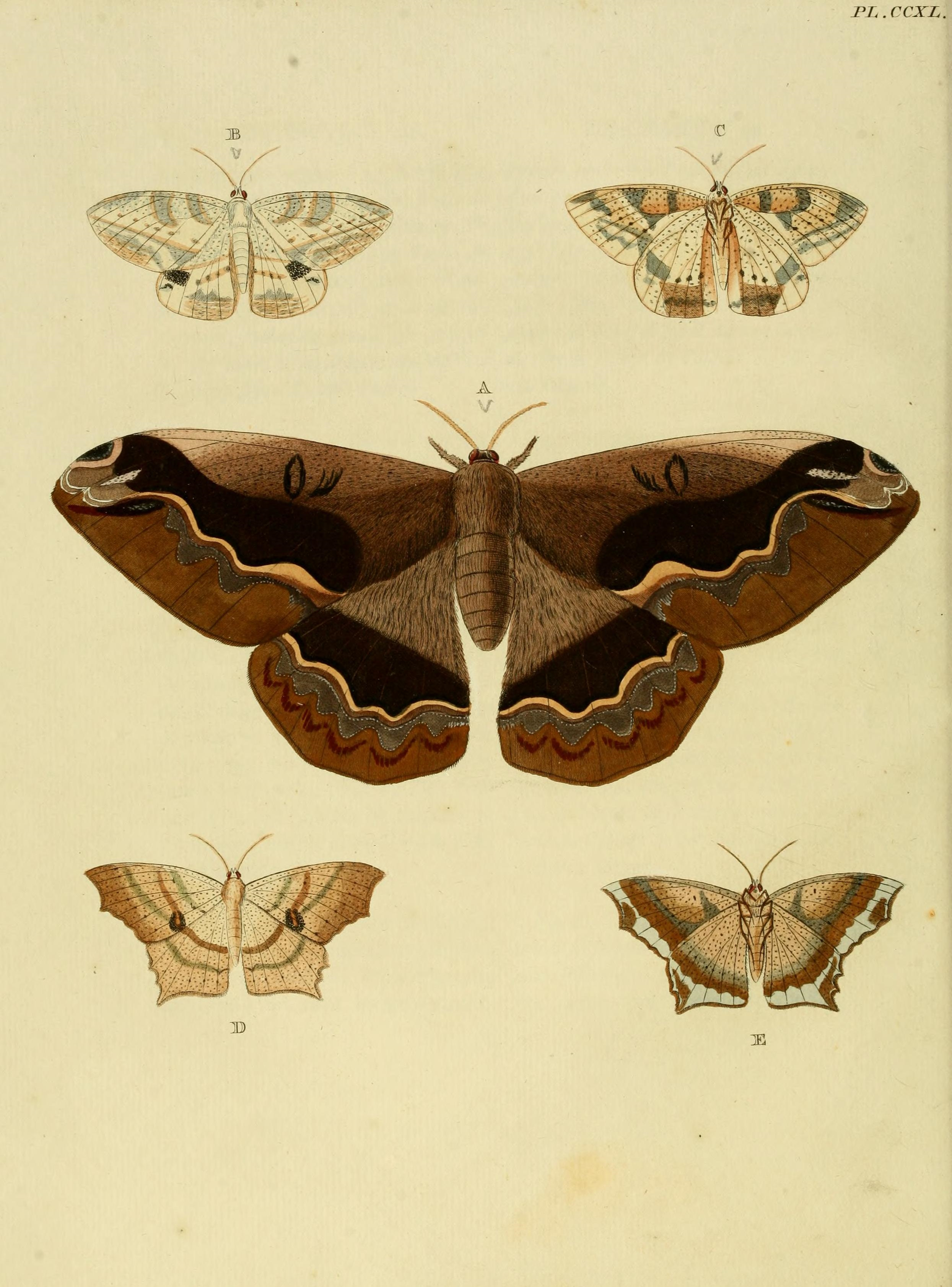

## Dottertaxa tillOxydia, i alfabetisk ordning[1]
- Oxydia affinis
- Oxydia agliata
- Oxydia albicomma
- Oxydia alpiscaria
- Oxydia alternata
- Oxydia antilliana
- Oxydia apidania
- Oxydia apidaniata
- Oxydia ardesia
- Oxydia armiaria
- Oxydia aromata
- Oxydia artaxa
- Oxydia asinella
- Oxydia augusta
- Oxydia batesii
- Oxydia bertha
- Oxydia bicolor
- Oxydia bilinea
- Oxydia bogotaria
- Oxydia brevipecten
- Oxydia caliginosa
- Oxydia caucaria
- Oxydia chalybeata
- Oxydia clarata
- Oxydia clavata
- Oxydia coarctata
- Oxydia crassior
- Oxydia crepusculata
- Oxydia cubana
- Oxydia diluta
- Oxydia distans
- Oxydia distichata
- Oxydia dognini
- Oxydia extranea
- Oxydia falcaturata
- Oxydia flavidula
- Oxydia foedaria
- Oxydia fulcata
- Oxydia fulvicolor
- Oxydia gastropachata
- Oxydia geminata
- Oxydia gilva
- Oxydia granulosa
- Oxydia gueneei
- Oxydia herbertina
- Oxydia hispata
- Oxydia hoguei
- Oxydia incolorata
- Oxydia inopia
- Oxydia insolita
- Oxydia intensa
- Oxydia interclarata
- Oxydia lalanneorum
- Oxydia masthala
- Oxydia mathani
- Oxydia mexicata
- Oxydia mundata
- Oxydia mundipennata
- Oxydia nattereri
- Oxydia nigrinotata
- Oxydia nimbata
- Oxydia noctuitaria
- Oxydia obfuscata
- Oxydia obtusaria
- Oxydia ockendeni
- Oxydia olivacea
- Oxydia olivata
- Oxydia oricusaria
- Oxydia palynata
- Oxydia peosinata
- Oxydia perfusa
- Oxydia pinctilinea
- Oxydia platypterata
- Oxydia prunicolor
- Oxydia punctilinea
- Oxydia purpureogrisea
- Oxydia quadriangliata
- Oxydia recurvaria
- Oxydia rotara
- Oxydia sericaria
- Oxydia sericearia
- Oxydia sinemacula
- Oxydia sinuosa
- Oxydia sociata
- Oxydia straminea
- Oxydia subalbescens
- Oxydia subcana
- Oxydia subdecorata
- Oxydia subdensata
- Oxydia subdentilinea
- Oxydia subductaria
- Oxydia subfalcata
- Oxydia subumbrata
- Oxydia tenebrosa
- Oxydia terrosa
- Oxydia transfindens
- Oxydia translineata
- Oxydia translinquens
- Oxydia transponens
- Oxydia trapezata
- Oxydia trychiata
- Oxydia umbrosa
- Oxydia unicolor
- Oxydia uniformis
- Oxydia vespertilio
- Oxydia vesulia
- Oxydia vesuliata
- Oxydia vitiligata
- Oxydia xanthochroma
- Oxydia xanthopepla
- Oxydia yema
- Oxydia zonulata